# Sölkpas
De Sölkpas is een 1790 meter hoge bergpas in de Alpen. De pas ligt in de Niedere Tauern in de Oostenrijkse deelstaat Stiermarken. De pas ligt op de grens tussen de Wölzer Tauern en de Schladminger Tauern en verbindt het Murtal met het Ennstal. Nabijgelegen plaatsen in de nabijheid van de Sölkpas zijn Schöder, Murau en Oberwölz in het Murtal en Gröbming in het Ennstal.
Vanwege de verkeerstechnisch gezien ondergeschikte rol van de bergpas wordt de panoramaweg in de winter niet sneeuwvrij gemaakt. De Radstädter Tauernpas en de Tauerntunnel in het westen en de Triebener Tauernpas vormen dan alternatieve routes.

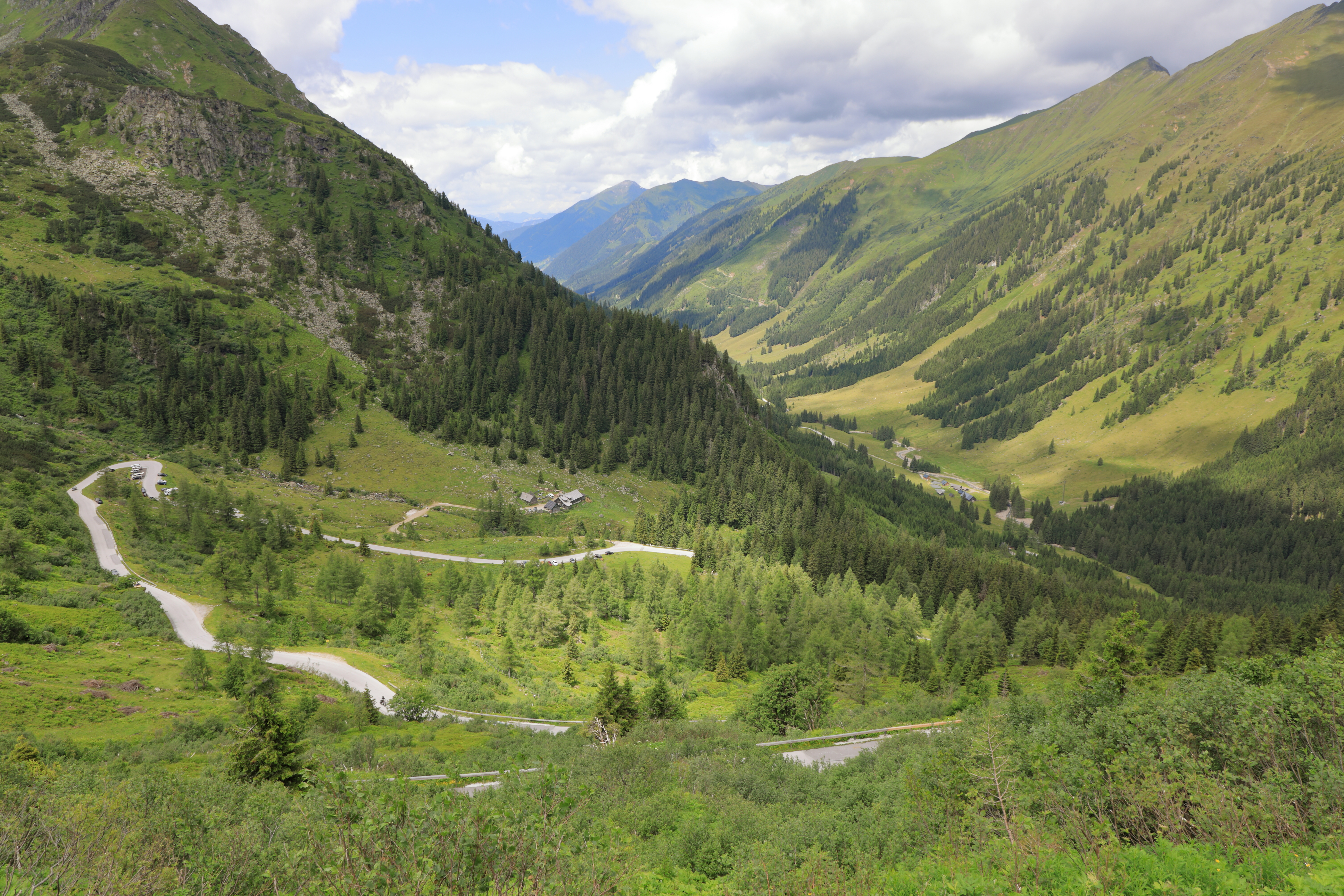
Noordkant van Sölkpassstrasse

Arlberg · Bielerhöhe · Brenner · Fern · Flexen · Gerlos · Großglockner · Hahntennjoch · Katschberg · Kühtai · Pfitscherjoch · Plöcken · Radstädter Tauern · Reschen · Seefeld · Sölk · Staller Sattel · Timmelsjoch · Triebener Tauern · Turracherhöhe · Zeinis